# 527 TCN
527 TCN là một năm trong lịch La Mã.